# Комюньї
Комюньї (фр. Commugny) — громада  в Швейцарії в кантоні Во, округ Ньйон.

## Географія
Громада розташована на відстані близько 120 км на південний захід від Берна, 45 км на південний захід від Лозанни.
Комюньї має площу 6,5 км², з яких на 18,7% дозволяється будівництво (житлове та будівництво доріг), 60,6% використовуються в сільськогосподарських цілях, 19,8% зайнято лісами, 0,9% не є продуктивними (річки, льодовики або гори).

## Демографія
2019 року в громаді мешкало 2930 осіб (+9,3% порівняно з 2010 роком), іноземців було 38,5%. Густота населення становила 449 осіб/км².
За віковим діапазоном населення розподілялося таким чином: 28,2% — особи молодші 20 років, 55,4% — особи у віці 20—64 років, 16,4% — особи у віці 65 років та старші. Було 1020 помешкань (у середньому 2,9 особи в помешканні).
Із загальної кількості 281 працюючого 26 було зайнятих в первинному секторі, 27 — в обробній промисловості, 228 — в галузі послуг.